# A Dying Machine
A Dying Machine è il quarto album in studio del gruppo musicale statunitense Tremonti, pubblicato l'8 giugno 2018 dalla Napalm Records.

## Descrizione
Si tratta del primo concept album nella carriera del gruppo e funge da accompagnamento musicale all'omonimo libro scritto dal frontman Mark Tremonti insieme a John Shirley, la cui storia è ambientata nel XXII secolo ed è incentrata su un'androide creata e programmata da un uomo per amarlo soltanto per riempire il vuoto causato dalla morte della sua ex-moglie.
Dal punto di vista musicale, A Dying Machine risulta più dinamico e differente rispetto alle precedenti pubblicazioni dei Tremonti, mantenendo le sonorità heavy metal e melodic rock ma esplorando anche blues rock (The First the Last) e trip hop (la strumentale Found).

## Tracce
Testi e musiche di Tremonti.
1. Bringer of War – 4:53
2. From the Sky – 3:42
3. A Dying Machine – 6:18
4. Trust – 4:38
5. Throw Them to the Lions – 3:20
6. Make It Hurt – 4:12
7. Traipse – 4:22
8. The First the Last – 4:41
9. A Lot Like Sin – 4:31
10. The Day When Legions Burned – 3:09
11. As the Silence Becomes Me – 5:17
12. Take You with Me – 4:19
13. Desolation – 4:29
14. Found – 3:57

Tracce bonus (Giappone, Walmart e deluxe digitale)
1. Now or Never – 3:46
2. Desolation (Acoustic) – 4:25

## Formazione
Gruppo
- Mark Tremonti – voce, chitarra, arrangiamento
- Eric Friedman – cori, chitarra, basso, arrangiamento, strumenti ad arco, tastiera, programmazione
- Garrett Whitlock – batteria, arrangiamento

Altri musicisti
- Michael "Elvis" Baskette – arrangiamento, strumenti ad arco, tastiera, programmazione
- Jef Moll – arrangiamento, strumenti ad arco, tastiera, programmazione

Produzione
- Michael "Elvis" Baskette – produzione, missaggio
- Jef Moll – ingegneria del suono, montaggio digitale
- Josh Saldate – assistenza tecnica
- Ted Jensen – mastering
- Adam Grover – assistenza al mastering

## Classifiche
| Classifica (2018)          | Posizione massima |
| -------------------------- | ----------------- |
| Austria                    | 14                |
| Belgio (Fiandre)           | 51                |
| Belgio (Vallonia)          | 103               |
| Francia                    | 180               |
| Germania                   | 18                |
| Paesi Bassi                | 50                |
| Regno Unito                | 19                |
| Regno Unito (rock & metal) | 1                 |
| Stati Uniti                | 57                |
| Stati Uniti (hard rock)    | 4                 |
| Stati Uniti (independent)  | 3                 |
| Stati Uniti (rock)         | 7                 |
| Stati Uniti (tastemaker)   | 14                |
| Svizzera                   | 3                 |